# Austrolestes analis
Austrolestes analis – gatunek ważki z rodziny pałątkowatych (Lestidae).